# Barbuise
Barbuise és un municipi francès situat al departament de l'Aube i a la regió del Gran Est. L'any 2007 tenia 402 habitants.

## Demografia

### Població
El 2007 la població de fet de Barbuise era de 402 persones. Hi havia 144 famílies de les quals 36 eren unipersonals (20 homes vivint sols i 16 dones vivint soles), 48 parelles sense fills, 48 parelles amb fills i 12 famílies monoparentals amb fills.
La població ha evolucionat segons el següent gràfic:
Habitants censats

### Habitatges
El 2007 hi havia 190 habitatges, 153 eren l'habitatge principal de la família, 22 eren segones residències i 15 estaven desocupats. 184 eren cases i 1 era un apartament. Dels 153 habitatges principals, 128 estaven ocupats pels seus propietaris, 19 estaven llogats i ocupats pels llogaters i 6 estaven cedits a títol gratuït; 2 tenien una cambra, 4 en tenien dues, 22 en tenien tres, 42 en tenien quatre i 83 en tenien cinc o més. 118 habitatges disposaven pel capbaix d'una plaça de pàrquing. A 48 habitatges hi havia un automòbil i a 91 n'hi havia dos o més.

### Piràmide de població
La piràmide de població per edats i sexe el 2009 era:
| Homes | Edats   | Dones |
| ----- | ------- | ----- |
| 0     | 95 o +  | 0     |
| 4     | 90 a 94 | 0     |
| 0     | 85 a 89 | 0     |
| 0     | 80 a 84 | 4     |
| 8     | 75 a 79 | 4     |
| 4     | 70 a 74 | 8     |
| 4     | 65 a 69 | 8     |
| 4     | 60 a 64 | 4     |
| 16    | 55 a 59 | 0     |
| 4     | 50 a 54 | 20    |
| 8     | 45 a 49 | 4     |
| 16    | 40 a 44 | 24    |
| 20    | 35 a 39 | 12    |
| 12    | 30 a 34 | 20    |
| 16    | 25 a 29 | 4     |
| 0     | 20 a 24 | 8     |
| 4     | 15 a 19 | 12    |
| 16    | 10 a 14 | 4     |
| 28    | 5 a 9   | 8     |
| 16    | 0 a 4   | 16    |

## Economia
El 2007 la població en edat de treballar era de 263 persones, 195 eren actives i 68 eren inactives. De les 195 persones actives 188 estaven ocupades (106 homes i 82 dones) i 7 estaven aturades (totes dones). De les 68 persones inactives 27 estaven jubilades, 21 estaven estudiant i 20 estaven classificades com a «altres inactius».

### Ingressos
El 2009 a Barbuise hi havia 160 unitats fiscals que integraven 409 persones, la mediana anual d'ingressos fiscals per persona era de 19.406 €.

### Activitats econòmiques
Dels 14 establiments que hi havia el 2007, 2 eren d'empreses extractives, 3 d'empreses de fabricació d'altres productes industrials, 1 d'una empresa de construcció, 3 d'empreses de comerç i reparació d'automòbils, 1 d'una empresa d'hostatgeria i restauració, 1 d'una empresa financera i 3 d'empreses de serveis.
Dels 3 establiments de servei als particulars que hi havia el 2009, 1 era un taller de reparació d'automòbils i de material agrícola, 1 paleta i 1 restaurant.
L'any 2000 a Barbuise hi havia 11 explotacions agrícoles.

## Equipaments sanitaris i escolars
El 2009 hi havia una escola elemental.

## Poblacions més properes
El següent diagrama mostra les poblacions més properes.